# Moxostoma
Moxostoma é um género de peixe actinopterígeo da família Catostomidae.

## Espécies
- Moxostoma albidum (Girard, 1856)
- Moxostoma anisurum (Rafinesque, 1820)
- Moxostoma ariommum C. R. Robins & Raney, 1956
- Moxostoma austrinum T. H. Bean, 1880
- Moxostoma breviceps (Cope, 1870)
- Moxostoma carinatum (Cope, 1870)
- Moxostoma cervinum (Cope, 1868)
- Moxostoma collapsum (Cope, 1870)
- Moxostoma congestum (S. F. Baird & Girard, 1854)
- Moxostoma duquesni (Lesueur, 1817)
- Moxostoma erythrurum (Rafinesque, 1818)
- Moxostoma hubbsi V. Legendre, 1952
- †Moxostoma lacerum (D. S. Jordan & Brayton, 1877)
- Moxostoma lachneri C. R. Robins & Raney, 1956
- Moxostoma macrolepidotum (Lesueur, 1817)
- Moxostoma mascotae Regan, 1907
- Moxostoma pappillosum (Cope, 1870)
- Moxostoma pisolabrum Trautman & R. G. Martin, 1951
- Moxostoma poecilurum (D. S. Jordan, 1877)
- Moxostoma robustum (Cope, 1870)
- Moxostoma rupiscartes D. S. Jordan & O. P. Jenkins, 1889
- Moxostoma valenciennesi D. S. Jordan, 1885